# Twin Falls County
Twin Falls County ist ein County im Bundesstaat Idaho der Vereinigten Staaten. Der Verwaltungssitz (County Seat) ist Twin Falls.

## Geographie
Das County liegt im Süden von Idaho, grenzt an Nevada und hat eine Fläche von 4995 Quadratkilometern, wovon neun Quadratkilometer Wasserfläche sind. Es grenzt im Uhrzeigersinn an folgende Countys: Gooding County, Jerome County, Cassia County, Owyhee County und Elmore County. Der Süden des Countys wird durch die Basin-and-Range-Region geprägt. An sie schließt sich ein Ausläufer des Owyhee-Plateaus an. Der Norden des Countys liegt in der Ebene der Snake River Plain.

## Geschichte
Twin Falls County wurde am 21. Februar 1907 aus Teilen des Cassia County gebildet. Benannt wurde es nach den Wasserfällen des Snake River.
38 Bauwerke und Stätten des Countys sind im National Register of Historic Places eingetragen.

## Demografische Daten

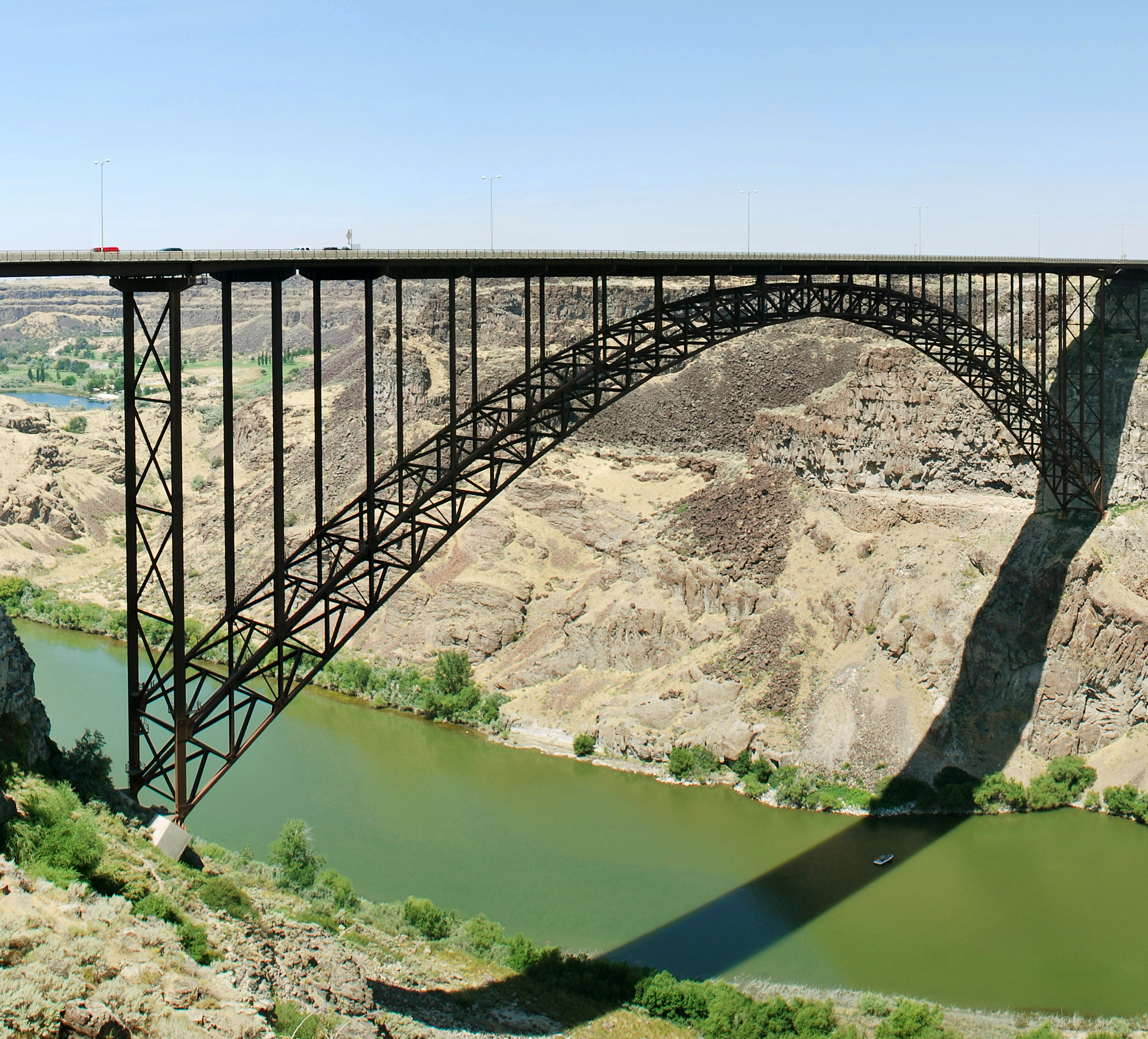
Die Perrine Bridge nahe Twin Falls

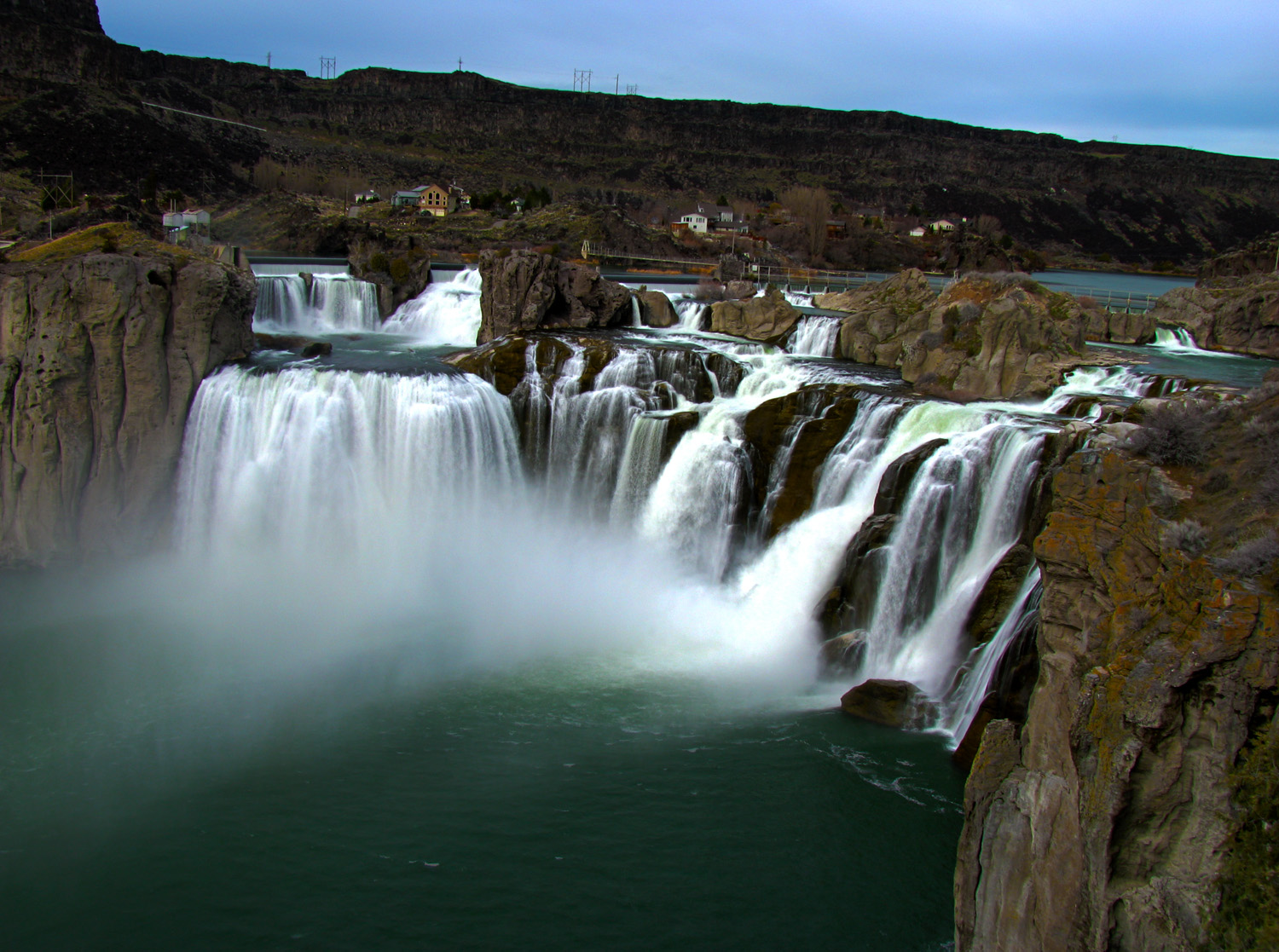
Shoshone Falls

Nach der Volkszählung im Jahr 2000 lebten im Twin Falls County 64.284 Menschen. Davon wohnten 1.420 Personen in Sammelunterkünften, die anderen Einwohner lebten in 23.853 Haushalten und 16.959 Familien. Die Bevölkerungsdichte betrug 13 Personen pro Quadratkilometer. Ethnisch betrachtet setzte sich die Bevölkerung zusammen aus 92,5 Prozent Weißen, 0,2 Prozent Afroamerikanern, 0,7 Prozent amerikanischen Ureinwohnern, 0,8 Prozent Asiaten, 0,1 Prozent Bewohnern aus dem pazifischen Inselraum und 3,8 Prozent aus anderen ethnischen Gruppen; 2,0 Prozent stammen von zwei oder mehr Ethnien ab. 9,4 Prozent der Bevölkerung waren spanischer oder lateinamerikanischer Abstammung.
Von den 23.853 Haushalten hatten 34,7 Prozent Kinder unter 18 Jahren, die bei ihnen lebten. 58,0 Prozent davon waren verheiratete, zusammenlebende Paare. 9,2 Prozent waren allein erziehende Mütter und 28,9 Prozent waren keine Familien. 23,6 Prozent waren Singlehaushalte und in 10,4 Prozent lebten Menschen mit 65 Jahren oder älter. Die Durchschnittshaushaltsgröße betrug 2,64 und die durchschnittliche Familiengröße war 3,13 Personen.
27,9 Prozent der Bevölkerung waren unter 18 Jahre alt, 10,4 Prozent zwischen 18 und 24 Jahre, 26,0 Prozent zwischen 25 und 44 Jahre, 21,5 Prozent zwischen 45 und 64 Jahre. 14,3 Prozent waren 65 Jahre oder älter. Das Durchschnittsalter betrug 35 Jahre. Auf 100 weibliche Personen kamen 96,5 männliche Personen. Auf 100 Frauen im Alter ab 18 Jahren kamen 93,7 Männer.
Das jährliche Durchschnittseinkommen der Haushalte betrug 34.506 USD, das Durchschnittseinkommen der Familien 39.886 USD. Männer hatten ein Durchschnittseinkommen von 30.058 USD, Frauen 20.825 USD. Das Prokopfeinkommen betrug 16.678 USD. 9,1 Prozent der Familien und 12,7 Prozent der Einwohner lebten unterhalb der Armutsgrenze.

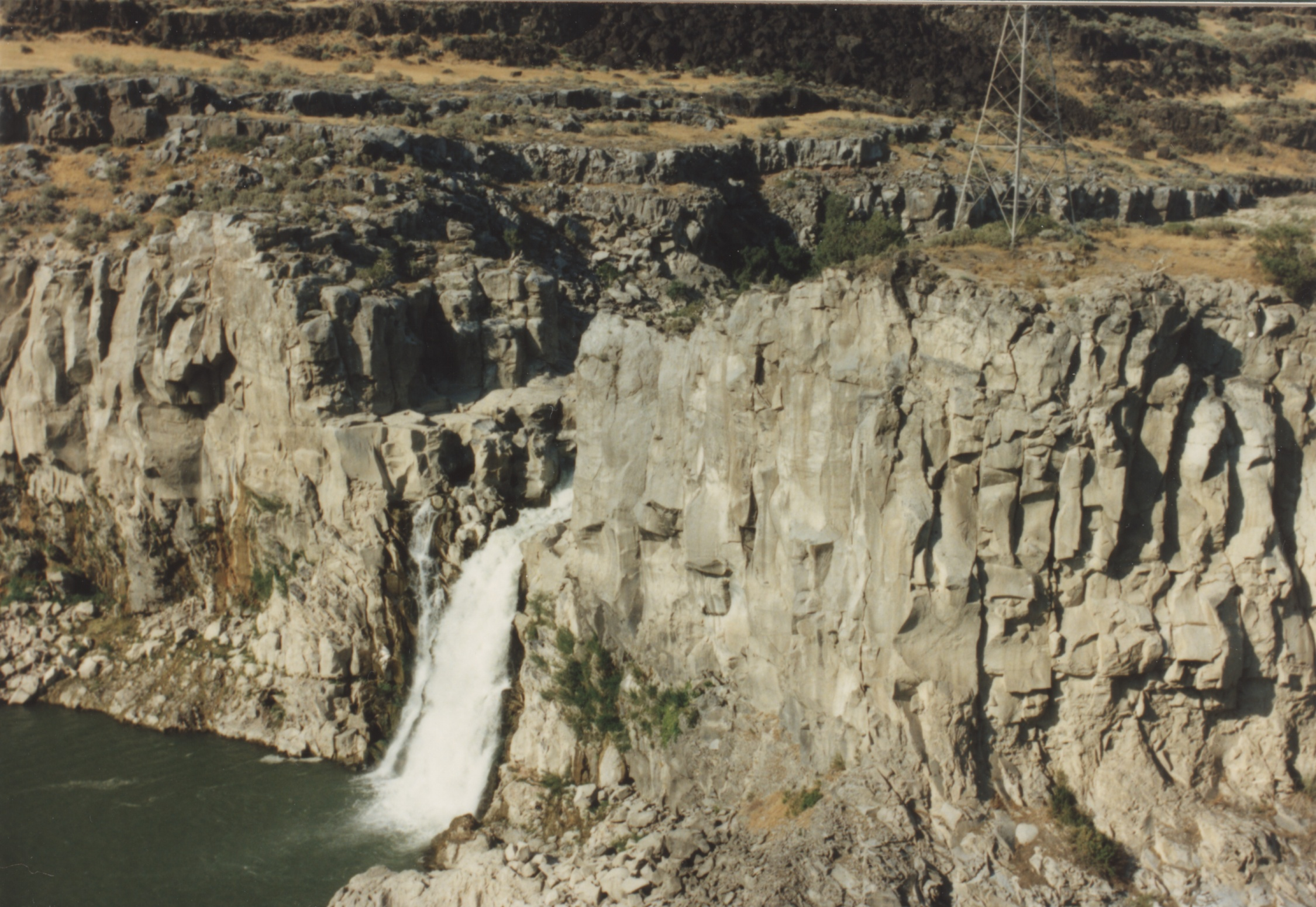
Abfluss der Talsperre Twin Falls
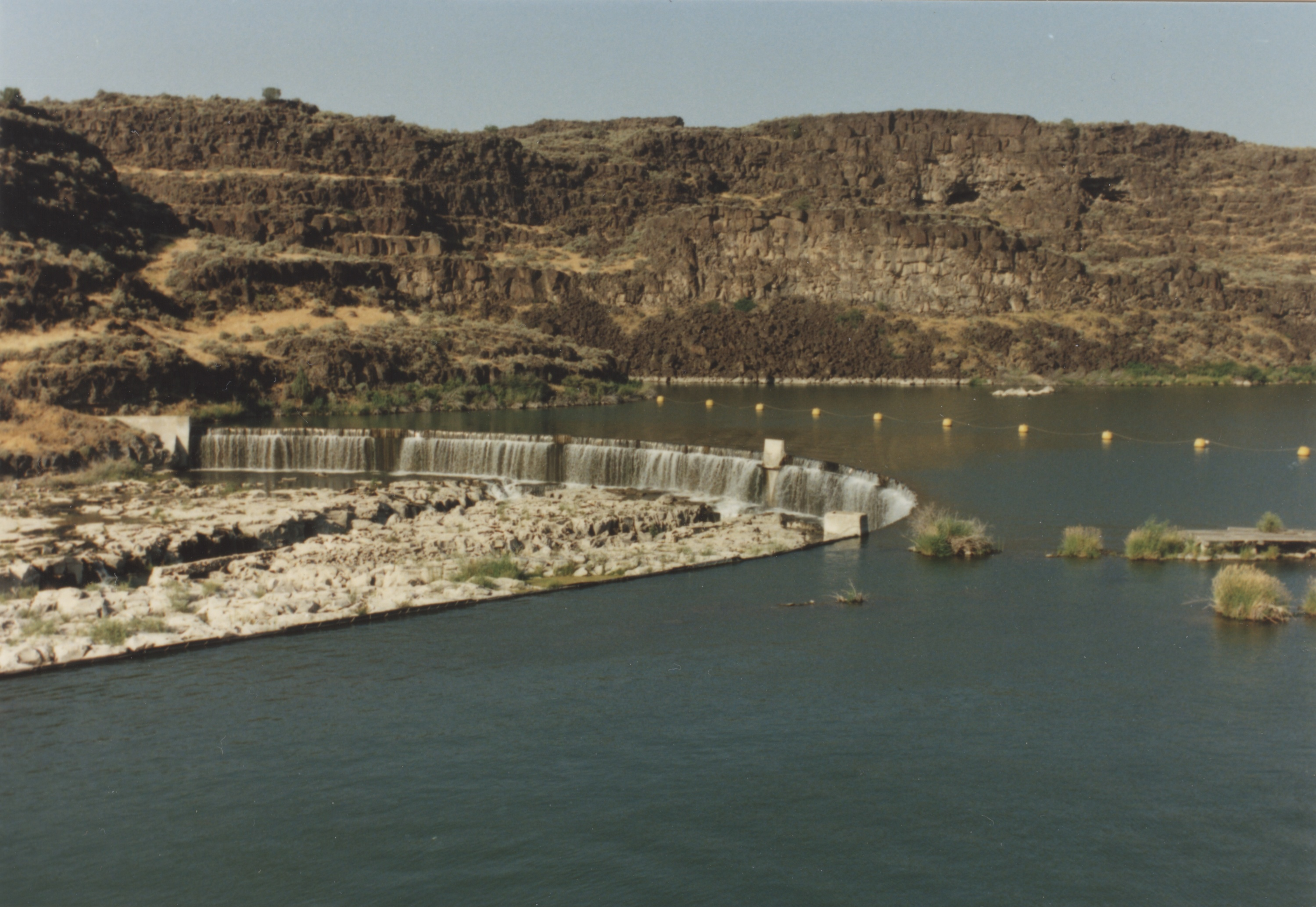
Talsperre Twin Falls
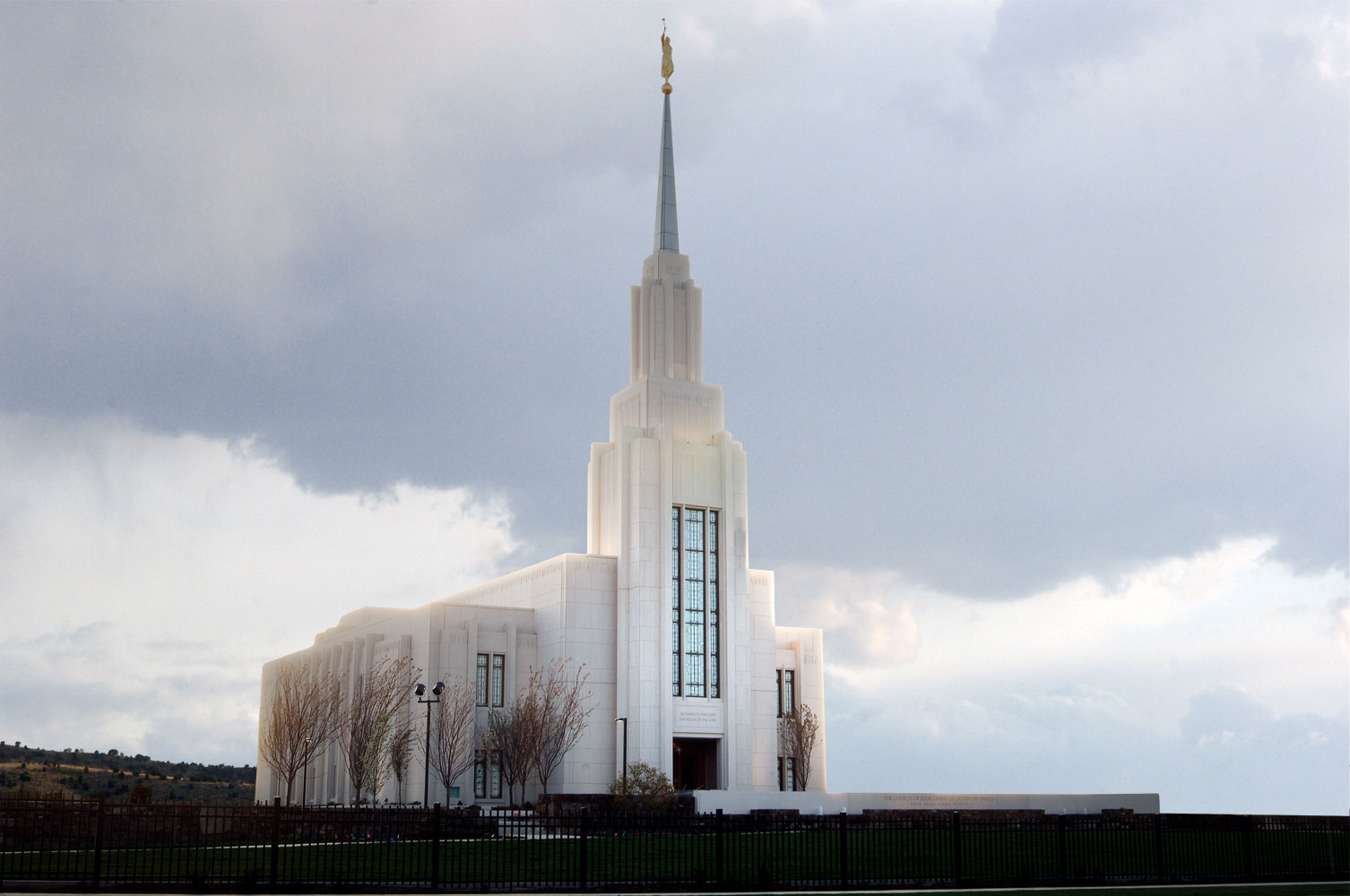
Twin Falls Idaho Temple

## Orte im County
- Amsterdam
- Artesian City
- Berger
- Bills
- Buhl
- Castleford
- Cedar
- Clover
- Curry
- Deep Creek
- Fairview
- Filer
- Godwin
- Hansen
- Hollister
- Kimberly
- Knull
- McMillan
- Milner
- Murtaugh
- Peavey
- Rock Creek
- Rogerson
- Roseworth
- Twin Falls